# 126248 Dariooliviero
126248 Dariooliviero è un asteroide della fascia principale interna. Scoperto nel 2002, presenta un'orbita caratterizzata da un semiasse maggiore pari a 2,387123 UA e da un'eccentricità di 0,175920, inclinata di 3,758712° rispetto all'eclittica.
Fa parte della famiglia di asteroidi Nisa.